# 祝简
祝简（?—?），字廉夫，单父（今山東單縣）人。
祝簡於北宋末年登科，宋徽宗政和七年（1117年）擔任洛州教官。金初出任同知，官至朝奉郎太常丞、兼直史馆。有《鸣鸣集》。有詩流傳於世。